# 嘩鬼上學去之農夫篇
《嘩鬼上學去之農夫篇》（英語：HK Boys in a British School）是香港電視廣播有限公司製作的真人秀節目，亦是監製周子妮節目系列之一，由音樂組合農夫到英國西南部小鎮塔維斯托克的Kelly College體驗校園生活。本節目於2016年9月19日起逢星期一至五晚上22:30-23:00於翡翠台播出，共5集，並於myTV提供節目重溫。

## 每集內容
| 集數 | 播映日期 | 主題             |
| ---- | -------- | ---------------- |
| 01   | 9月19日  | 嘩鬼開學日       |
| 02   | 9月20日  | 「地獄」運動課   |
| 03   | 9月21日  | 嘩鬼玩轉倫敦鬧市 |
| 04   | 9月22日  | 上山下海遊樂記   |
| 05   | 9月23日  | Do姐賀農夫畢業   |

## 外部連結
- 愛妻號陸永日日報告？ 《嘩鬼上學去之 農夫 篇》花絮獨家爆料
- 無綫電視節目網頁 - 嘩鬼上學去之農夫篇（页面存档备份，存于）